# Canción a la Bandera (canción Aurora)

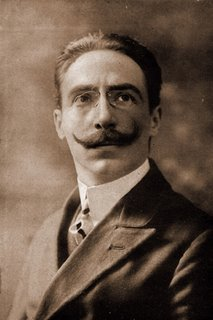
Héctor Panizza.

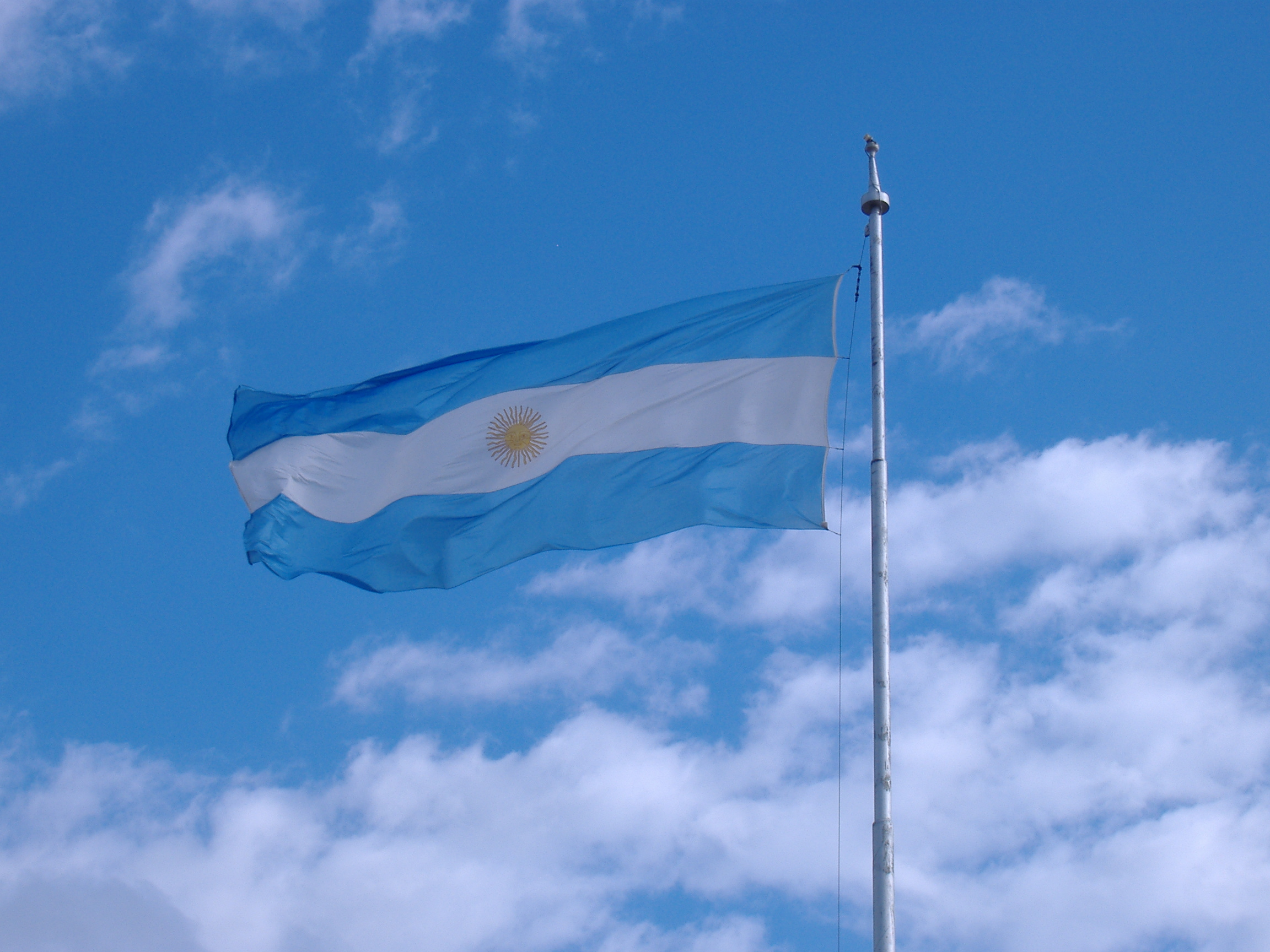
Bandera argentina

El aria Alta en el cielo (conocida simplemente como Aurora), perteneciente a la ópera Aurora del compositor y director argentino Héctor Panizza (1875-1967), es reconocida en  Argentina con la jerarquía de canción patriótica,  debido a que su texto lírico trata sobre la bandera nacional. Suele ser cantada en actos escolares de manera frecuente, debido a que por ley es obligatoria su enseñanza en Argentina desde 1945 en la escuela primaria.

## Origen
Aurora es considerada la primera ópera argentina; fue un encargo del gobierno argentino para la inauguración del Teatro Colón. Originalmente en italiano, compuesta por Héctor Panizza y libreto de Luigi Illica (autor de los textos de Madame Butterfly entre otros éxitos de la época). Para acompañar al italiano y suministrarle la información histórica y el contexto nacional que debía dar sentido y referencia al argumento se sumó como argumentista el argentino Héctor Cipriano Quesada.
Fue estrenada el 5 de septiembre de 1908, en el Teatro Colón de Buenos Aires bajo la batuta de su autor con el célebre tenor Amedeo Bassi.
En 1943 fue traducida al español por Josué Quesada y Ángel Pettita y reestrenada en la versión en castellano en 1945. Posteriormente un decreto nacional declaró el aria como Saludo a la bandera.
El aria ha sido un sonado éxito para tenores contemporáneos como José Cura y Darío Volonté y ha sido usada en películas como Garage Olimpo de Marco Bechis en la versión original cantada por Elvira de Gray.

## Argumento de la ópera
La ópera de tres actos es trágica y relata la historia del patriota Mariano, quien, enamorado de la bella Aurora, hija del jefe español Don Ignacio, lucha por la expulsión de los realistas de su joven patria. Con el nombre de Aurora, simboliza la aurora de Mayo de la revolución argentina, el despuntar de la patria, con el nombre de la desventurada muchacha, convertida por amor, al credo de la libertad de su amante.  

## letra
Alta en el cielo un águila guerrera,
audaz se eleva en vuelo triunfal,
azul un ala del color del cielo,
azul un ala del color del mar.
Así en el alta aurora irradial,
punta de flecha el áureo rostro imita,
y forma estela al purpurado cuello,
el ala es paño, el águila es bandera.
Es la bandera de la Patria mía,
del Sol nacida que me ha dado Dios;
es la bandera de la Patria mía,
del Sol nacida, que me ha dado Dios.